# Gérmen de trigo
O gérmen de trigo ou germe de trigo é a parte mais nobre do grão de trigo - é o seu embrião, de onde a nova planta começa a brotar.
Na alimentação infantil, pode fazer parte de todas as papas. Os gérmens de trigo fazem chegar ao organismo em desenvolvimento, elementos nutritivos e vitais, protegendo-o contra doenças.
Estudos consideram eficaz o emprego da vitamina B1 nos diabéticos, por produzir efeitos semelhantes aos da insulina. Não pode, decerto, substituir a insulina, mas é provável que facilite em alto grau o acesso da insulina às células orgânicas. Também a vitamina E exerce o efeito de reduzir a quantidade de açúcar no sangue, como se demonstrou experimentalmente, embora ainda não esteja totalmente explicado o mecanismo de ação. Como os gérmens de trigo constituem uma combinação natural destas matérias ativas, o seu valor dietético para a diabetes é extraordinário. Com um consumo diário de quatro a cinco colheres cheias de gérmens de trigo, reduz-se nitidamente o excesso de açúcar presente no sangue e na urina. Por conseguinte, o gérmen de trigo atua no diabetes leve e médio como complemento medicinal, poupando a insulina e normalizando o metabolismo dos diabéticos.
Normalmente encontrado em grãos ou comprimidos de óleo, recomenda-se consumir o germe de trigo misturado a sucos porque seu gosto é um pouco amargo. Também pode ser consumido com sucos verdes, ricos em clorofila, altamente oxigenadores, os chamados sucos vivos. Pesquisas realizadas na PUC do Rio de Janeiro com a "alimentação viva".
Recentemente, em Campos do Jordão, o Sistema Único de Saúde, através do Dr. Alberto Gonzales também vem tratando pacientes com resultados impressionantes para a população local.
O Dr. Gonzales vem desenvolvendo um projeto chamado Oficina da Semente, que divulga as práticas de cultivo de grãos e germes e de preparo de alimentos vivos, que contêm a totalidade de sua energia natural para benefício do ser humano.